# Glassport Odds
Glassport Odds – zawodowy, później półzawodowy zespół futbolu amerykańskiego z Glassport w Pensylwanii, założony w 1913 roku przez Amerykanów pochodzenia polskiego, rozwiązany w 1950 roku.

## Historia
Drużyna została założona w 1913 roku pod wodzą Amerykanów pochodzenia polskiego, trenera Victora Jaskolskiego i menadżera Josepha Pazicka. Połowa zawodników pierwszej drużyny była pochodzenia polskiego.
Po I wojnie światowej, w latach 1919-1921 Glassport Odds byli jedną z najszybszych niezależnych drużyn (independent team) w futbolu amerykańskim. W 1925 roku Odds byli niepokonani w sezonie regularnym. W półfinałach o niezależne mistrzostwo zachodniej Pensylwanii przegrali z drużyną 27th Ward Traders. Jednym z najbardziej znanych graczy był Samuel Arthur Weiss, Żyd urodzony w Polsce, w późniejszych latach zastępca komisarza NFL oraz kongresmen z ramienia Partii Demokratycznej.
W 1935 roku Odds wygrali pół-zawodową Allegheny County League.
W 1942 z powodu braku zainteresowania ze strony mieszkańców Glassport i braku sprzętu, drużynę prawie rozwiązano, ale dzięki pomocy finansowej udzielonej przez Joe Witkowskiego, udało się uratować zespół. W 1943 roku, przed rozpoczęciem sezonu, wszystkich 22 zawodników wcielono do służby wojskowej. W 1947 roku Odds połączyli się z nowo powstałą drużyną, Glassport Semi-Pros.
W 1950 drużynę rozwiązano.